# Cryptocellus osa
Espèce
Cryptocellus osa est une espèce de ricinules de la famille des Ricinoididae.

## Distribution
Cette espèce est endémique du Costa Rica. Elle se rencontre dans la péninsule d'Osa.

## Description
Le mâle holotype mesure 4,64 mm et la femelle paratype 4,39 mm.

## Étymologie
Son nom d'espèce lui a été donné en référence au lieu de sa découverte, la péninsule d'Osa.

## Publication originale
- Platnick & Shadab, 1981 : On Central American Cryptocellus (Arachnida, Ricinulei). American Museum Novitates, no 2711, p. 1-13 (texte intégral).